# インドゥストリエ・メッカーニケ・アエロナウティケ・メリディオナーリ
インドゥストリエ・メッカーニケ・アエロナウティケ・メリディオナーリ（イタリア語: Industrie Meccaniche Aeronautiche Meridionali SpA, 南伊航空機械産業株式会社）略してIMAMは、ナポリを本拠にし、1920年代から第二次世界大戦にかけて航空機を生産した企業である。

## 歴史
会社は、当初「オッフィチーネ・フェッロヴィアーリエ・メリディオナーリ」（Officine Ferroviarie Meridionali, 南伊鉄道製作所）の一部門で、1923年に航空機の生産を開始した。
1925年にはオランダのフォッカーのライセンスの元での航空機の生産を行い、それを手本にIMAM Ro.1を作り、フィアットの生産代行も行い、その後正式にIMAMとなった（1927年）。その数年後には独自の機体の生産を開始した。
しかしIMAMが生産した航空機の多くは成功せず、練習戦闘機のRo.41が750機以上生産された他は、偵察機のRo.37とRo.43のみそれなりの数が生産された。
戦後（1950年）、IMAMは「アエルフェール」と言う名前でIRIのフィンメッカーニカ・グループに入れられた。

## 航空機
IMAM 生産:

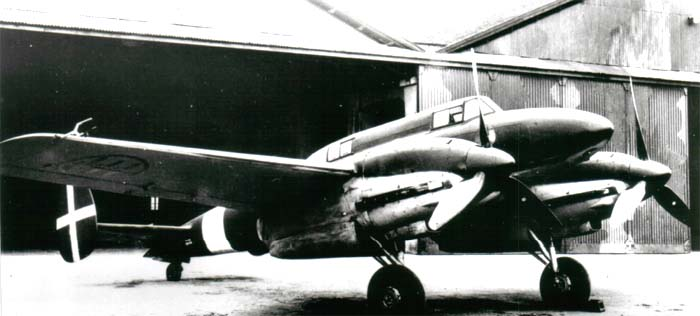
Ro.58

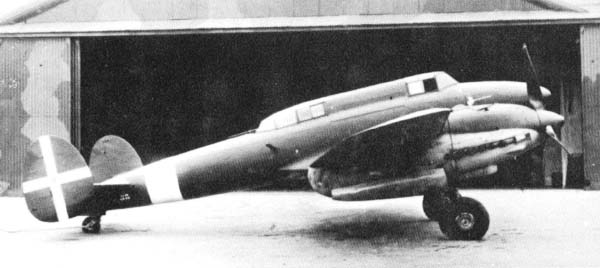
Ro.58

- IMAM Ro.1, IMAMの誕生前に生産され、しばしば Romeo Ro.1と表記される
- IMAM Ro.1bis
- IMAM Ro.5
- IMAM Ro.10
- IMAM Ro.30
- IMAM Ro.37 Lince
- IMAM Ro.41
- IMAM Ro.43
- IMAM Ro.44 Octopus
- IMAM Ro.45
- IMAM Ro.51
- IMAM Ro.57
- IMAM Ro.58
- IMAM Ro.63

アエルフェール生産機:
- アエルフェル サジッターリオ2 [2]
- アエルフェール アリエーテ [3]